# Дурдуковский, Владимир Фёдорович
Дурдуковский Владимир Фёдорович 17 [29] сентября 1874, Пединовка, Звенигородский уезд, Киевская губерния, Российская империя — 16 января 1938, Киев, Украинская ССР, СССР — украинский педагог, литературный критик, директор Первой украинской гимназии в Киеве (с 1917 г.), сотрудник историко-филологического отдела Академии Наук Украины (с 1919 г.), гражданский деятель, литературовед, языковед, член общества «Просвещение», Научного общества им. Шевченко (НТШ), Украинского научного общества. Псевдонимы: В. Коновченко, В. Мировец, Скавло, В.М. Д-ский, М-ць

## Биография
Родился 17 (29) сентября 1874 в селе Пединовка Звенигородского уезда Киевской губ., Российская империя (ныне Звенигородский район Черкасской обл.). Семья Дурдуковских проживала в этом селе до 1875 г., позднее переехали в село Мировка Киевской области, а в 1887 году — в Киев. Отец Владимира Фёдоровича, Фёдор Остапович был церковным деятелем, священником, в 1859 г. закончил Киевскую духовную семинарию. С момента переезда в Киев и до отставки работал в Киевской духовной семинарии и Петропавловской семинарской церкви. Супруга Фёдора Остаповича, мать Владимира Фёдоровича — Ольга Ивановна, в девичестве Черняховская. В начале XX века семья приобрела в Киеве дом по улице Гоголевской, 27.
Закончил Киево-Подольское духовное училище, Киевскую духовную семинарию и Киевскую духовную академию, получив звание кандидата богословия в 1899 году. Однако, не будучи женат после окончания учебного заведения, принять сан священника не мог и работал учителем словесности в Киево-Подольском духовном училище и преподавателем истории в женской гимназии Евсеевой.
С 1896 по 1897 являлся членом нелегальной комиссии по составлению «Исторического словаря украинских деятелей» под руководством М. Грушевского и В. Антоновича.
В 1902—1903 гг. принимал участие у создании киевского общества «Просвещение», участвовал в основании Всеукраинского союза учителей и деятелей народного образования, в создании Товарищества школьного образования, входил в редколлегию педагогического журнала «Свободная украинская школа»., являлся членом Украинской радикальной партии. В 1906—1906 был под надзором полиции, а за участие в Украинском съезде учителей 1905 года был арестован и содержался в Лукьяновской тюрьме Киева.
В рамках литературной деятельности Владимир Фёдорович входил в число организаторов издательства «Век», а также членом редакции и постоянным сотрудником журнала «Киевская старина», печатался в «Трудах Киевской духовной академии», изданиях «Украина», «Мир и искусство», «Свет», «Свободная украинская школа» и др.
Более 10 лет, с 1917 г. возглавлял Первую украинскую гимназию, где начинал как учитель украинского языка и литературы. В 1925—1926 гг. Первая украинская гимназия (трудовая школа) стала исследовательским центром при научно-педагогической комиссии Академии Наук. С 1919 года работает во Всеукраинской академии наук как глава терминологической комиссии, на базе которой в 1925 году создаётся научно-педагогическое общество.
В 1921 г. становится членом Всеукраинского православного собора УАПЦ.
В 1929 году был арестован по делу «Союза освобождения Украины», был осужден на срок до 8 лет заключения, но вскоре его помиловали по состоянию здоровья и в 1930 г. освободили. В 1937 г. Дурдуковского снова арестовали за антисоветскую деятельности, по приговору «тройки» его расстреляли 16 января 1938 г. Несмотря на отмену постановления «тройки» в 1965 году, имя Владимира Фёдоровича, как педагога и литературного деятеля, долго время было под запретом. В 1989 году дело Союза освобождения Украины закрыли через отсутствие преступления в действиях осуждённых и все арестованные по этому делу окончательно реабилитированы.